# Daoukro
Pour les autres significations, voir Daoukro (département).
Daoukro est une ville de Côte d'Ivoire, en pays Baoulé. Chef-lieu du département et du même nom, elle appartient à la région de l'Iffou. Elle est située dans le District des Lacs, au centre du pays. Elle comptait environ 101 136 habitants en 2021.

## Histoire
Louis-Gustave Binger, qui écrit Iaoukrou l'atteint, après avoir décliné l'offre d'hébergement d'une délégation venue de Diakro, le dimanche 17 février 1889. Il écrit : « Nous avons été bien accueillis à Iaoukrou ». Il quitte le village le lendemain.

## Administration
Une loi de 1978 a institué 27 communes de plein exercice sur le territoire du pays.
| Date d'élection | Identité           | Parti    | Qualité         | Statut  |
| --------------- | ------------------ | -------- | --------------- | ------- |
| 1980            | Henri Konan Bédié  | PDCI-RDA | Homme politique | élu     |
| 1985            | Andoh Konan        | PDCI-RDA | Homme politique | non élu |
| 1990            | Andoh Kouadio Jean | PDCI-RDA | Homme politique | élu     |
| 1995            | Andoh Kouadio Jean | PDCI-RDA | Homme politique | élu     |
| 2001            | Gnankou Konan      | PDCI-RDA | Homme politique | élu     |
| 2013            | Tanoh Kadio Joseph | PDCI-RDA | Homme politique | élu     |
| 2018            | Djè Koffi Aubin    | PDCI-RDA | Homme politique | élu     |

## Démographie
| 1975   | 1988   | 2010   | 2021    |
| ------ | ------ | ------ | ------- |
| 12 575 | 12 777 | 36 684 | 101 136 |

## Langues
Depuis l'indépendance, la langue officielle dans toute la Côte d'Ivoire est le français. La langue véhiculaire, parlée et comprise par la majeure partie de la population, est le Dioula mais la langue vernaculaire de la région est le Baoulé. Le français effectivement parlé dans la région, comme à Abidjan, est communément appelé le français populaire ivoirien ou français de Moussa qui se distingue du français standard par la prononciation et qui le rend quasi inintelligible pour un francophone non ivoirien. Une autre forme de français parlé est le nouchi, un argot parlé surtout par les jeunes et qui est aussi la langue dans laquelle sont écrits 2 magazines satiriques, Gbich! et Y a fohi. Le département de Daoukro accueillant de nombreux ivoiriens issus de toutes les régions du pays, toutes les langues vernaculaires du pays, environ une soixantaine, y sont pratiquées.

## Sports
Les compétitions sportives se déroulent exclusivement au chef-lieu du département. Les autres localités ne disposant d'aucune infrastructure dédiée : la ville dispose de 2 clubs de football, le RFC Daoukro, finaliste de la Coupe de Côte d'Ivoire de football en 2002, et l' AS Daoukro, qui évolue en Championnat de Division Régionale, équivalent d'une « 4e division »  et qui disputent leurs matchs au Stade Municipal de Daoukro. Comme dans la plupart des villes du pays, il est organisé, de façon informelle, des tournois de football à 7 joueurs qui, très populaires en Côte d'Ivoire, sont dénommés Maracanas. En 2008, Daoukro a constitué une ville-étape du Tour de l'or blanc : l'étape a été remportée par le coureur ivoirien Balima Mahamadi.

## Personnalités liées à la ville
- Henri Konan Bédié (homme politique, président de la république de 1993 à 1999, président du PDCI-RDA) ;
- Gnamien N'Goran (homme politique, ministre de l'Économie et des Finances de 1993 à 1999) ;
- Henriette Lagou, ministre de l'Action sociale (présidente du parti RPC) ;
- N'Goulet Kouamé Kouamé Bédiabé, sga du PIT (Parti ivoirien des Travailleurs) ;
- Bréhima Tolo, homme politique malien, né à Daoukro ;
- Djé Koffi, (professeur agrégé d'urologie, maire) ;
- Thierry Tanoh, ancien secrétaire général de la présidence et ancien ministre du Pétrole et des Énergies renouvelables ;
- Olivier Akoto, député depuis 2015 ;
- Venance Konan, DG de Fraternité Matin ;
- Serge Gogoua (1977-2020), footballeur international, est mort à Daoukro.

## Villes voisines
- Bocanda vers l'ouest ;
- Agnibilékrou et Abengourou vers l'est ;
- Dabakala au nord ;
- Bongouanou au sud.

quartiers
- Baoulékro ;
- Gagou ;
- Chicago ;
- Plateau ;
- Résidentiel ;
- Dioulakro ;
- Les 120 logements.

Villages environnants
- Agni-Assikassou ;
- Prepessou ;
- Dingbé ;
- Anoumanbo ;
- Kongoti ;
- Benanou ;
- Dadiekro ;
- Koutoukounou ;
- Nguessankro ;
- Lekikro.